# Arabpetrell
Arabpetrell (Bulweria fallax) är en fågel i familjen liror inom ordningen stormfåglar, som förekommer i Indiska oceanen.

## Utseende
Arabpetrellen är en helmörk petrell med lång och spetsig stjärt. Den liknar sin nära släkting spetsstjärtad petrell (Bulweria bulwerii), men är något mer bredvingad och större (30-32 centimeter i kroppslängd jämfört med 26-27) samt har kraftigare näbb. Vidare är flykten kraftfullare, mer lik en lira med långa glid avlösta av stadiga vingslag.

## Utbredning och systematik
Fågeln förekommer i nordvästra Indiska oceanen och södra Arabiska havet. Den häckar på Sokotra, möjligen även i Oman, antingen inåt landet i ökenbelägna berg eller utmed kusten, i till exempel ögruppen Kuria Muria. Tillfälligt har den påträffats i Djibouti, Moçambique och Kenya i Afrika, på Maldiverna och Seychellerna i Indiska oceanen samt i Saudiarabien, Indonesien och Australien. Den har även setts i Förenade Arabemiraten där hundratals påträffats i farvattnen utanför oktober till december 2012. Arten behandlas som monotypisk, det vill säga att den inte delas in i några underarter.

## Levnadssätt
Arten lever pelagiskt ute till havs hela året och närmar sig land endast i skymning och nattetid under häckningen. Den flyger lågt och plockar föda från vattenytan, troligen huvudsakligen plankton i form av fiskägg, kammaneter och havsborstmaskar. Exakt var den födosöker är dåligt känt.

## Status och hot
Arten har en rätt liten världspopulation på uppskattningsvis 1500-7000 adulta individer, och därtill ett begränsat utbredningsområde. Internationella naturvårdsunionen IUCN kategoriserar därför den som nära hotad (NT). Observationer tyder på att den ökar i antal.

## Namn
Artens vetenskapliga släktnamn hedrar den brittiske diplomaten Sir Henry Ernest Gascoyne Bulwer (1836-1914).